# Dusona cressonii
Dusona cressonii là một loài tò vò trong họ Ichneumonidae.